# Copa del Món de tennis
La Copa del Món de tennis, coneguda oficialment com a ATP World Team Cup, fou un campionat internacional de tennis per equips impulsat per l'Associació de Tennistes Professionals (ATP). El torneig es disputà anualment des de 1978 fins a l'any 2012, inicialment amb el nom de Nations Cup. Es considerà la segona competició tennística per equips més prestigiosa després de la Copa Davis.
El format consistia que a partir del rànquing ATP de l'any anterior, es combinaven les posicions dels dos primers tennistes de cada país de forma que els vuit millors eren convidats a participar en el torneig. Els vuit equips participants eren dividits en dos grups (blau i vermell). Els quatre equips de cada grup s'enfrontaven entre si mitjançant el sistema round robin, on cada enfrontament estava format per dos partits individuals i un de dobles. Després d'aquesta fase, els dos equips guanyadors de cada grup enfrontaven en la final també a tres partits.
La competició tingué lloc al Rochusclub de Düsseldorf, Alemanya, i es realitzà sobre una superfície de terra batuda. Durant moltes edicions, el principal patrocinador del torneig foren ARAG Insurance Group, de forma que el torneig es presentà amb el nom "ARAG World Team Cup". La companyia ARAG va cancel·lar el patrocini l'any 2011 i les dues darreres edicions foren esponsoritzades per Power Horse. A l'octubre de 2012, l'organització del torneig va anunciar que la competició com a tal es cancel·lava definitivament i que seria substituïda per un torneig de la categoria Sèries 250 en el mateix emplaçament amb el nom de Power Horse Cup.
El país amb més títols és Alemanya amb un total de cinc.

## Palmarès

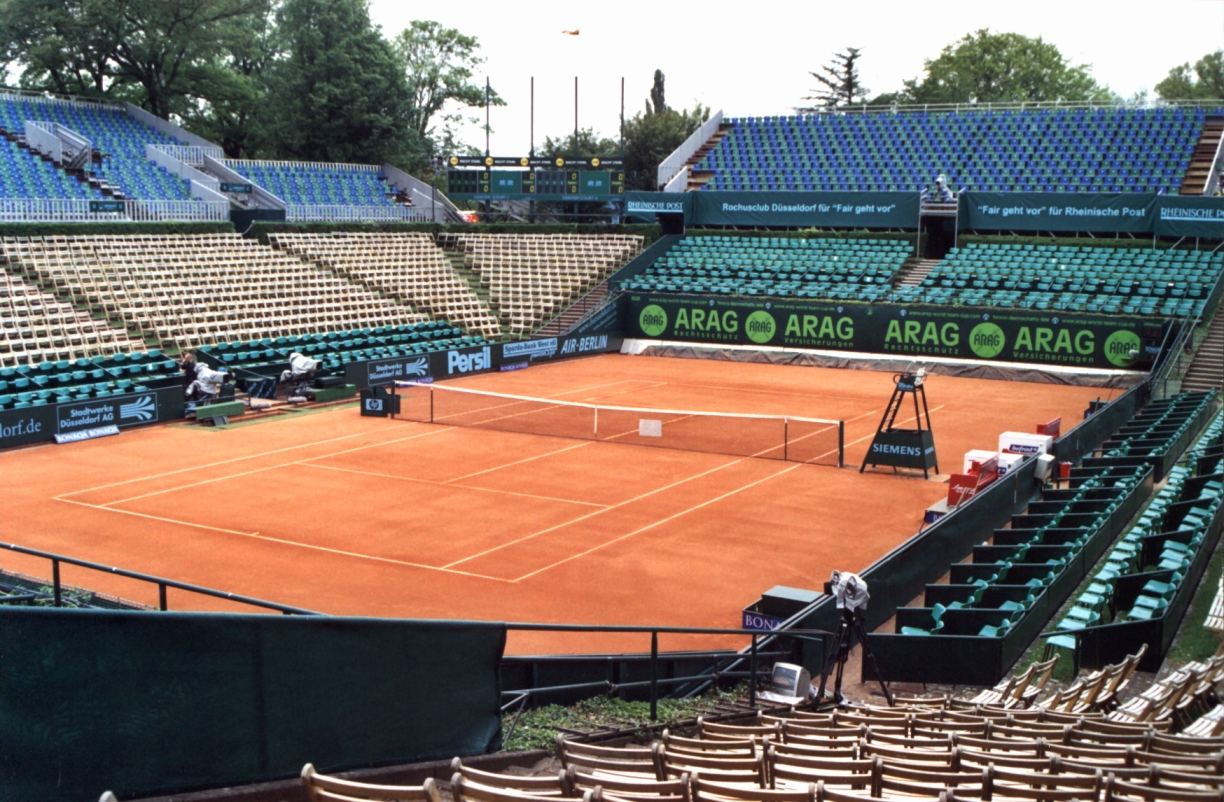
Pista del Rochusclub on es disputa el torneig.

| Any  | Vencedor       | Finalista      | Resultat |
| ---- | -------------- | -------------- | -------- |
| 2012 | Sèrbia         | Txèquia        | 3−0      |
| 2011 | Alemanya       | Argentina      | 2−1      |
| 2010 | Argentina      | Estats Units   | 2−1      |
| 2009 | Sèrbia         | Alemanya       | 2−1      |
| 2008 | Suècia         | Rússia         | 2−1      |
| 2007 | Argentina      | Txèquia        | 2−1      |
| 2006 | Croàcia        | Alemanya       | 2−0      |
| 2005 | Alemanya       | Argentina      | 2−1      |
| 2004 | Xile           | Austràlia      | 2−1      |
| 2003 | Xile           | Txèquia        | 2−1      |
| 2002 | Argentina      | Rússia         | 3−0      |
| 2001 | Austràlia      | Rússia         | 2−1      |
| 2000 | Eslovàquia     | Rússia         | 3−0      |
| 1999 | Austràlia      | Suècia         | 2−1      |
| 1998 | Alemanya       | Txèquia        | 3−0      |
| 1997 | Espanya        | Austràlia      | 3−0      |
| 1996 | Suïssa         | Txèquia        | 2−1      |
| 1995 | Suècia         | Croàcia        | 2−1      |
| 1994 | Alemanya       | Espanya        | 2−1      |
| 1993 | Estats Units   | Alemanya       | 3−0      |
| 1992 | Espanya        | Txèquia        | 2−0      |
| 1991 | Suècia         | RF Iugoslàvia  | 2−1      |
| 1990 | RF Iugoslàvia  | Estats Units   | 3−0      |
| 1989 | RFA            | Argentina      | 2−1      |
| 1988 | Suècia         | Estats Units   | 2−0      |
| 1987 | Txecoslovàquia | Estats Units   | 2−1      |
| 1986 | França         | Suècia         | 2−1      |
| 1985 | Estats Units   | Txecoslovàquia | 2−1      |
| 1984 | Estats Units   | Txecoslovàquia | 2−1      |
| 1983 | Espanya        | Austràlia      | 2−1      |
| 1982 | Estats Units   | Austràlia      | 2−0      |
| 1981 | Txecoslovàquia | Austràlia      | 2−1      |
| 1980 | Argentina      | Itàlia         | 3−0      |
| 1979 | Austràlia      | Itàlia         | 2−1      |
| 1978 | Espanya        | Austràlia      | 2−1      |

## Estadístiques
| Països desapareguts |

| Títols | País           | Edicions                     |
| ------ | -------------- | ---------------------------- |
| 5      | Alemanya / RFA | 1989, 1994, 1998, 2005, 2011 |
| 4      | Argentina      | 1980, 2002, 2007, 2010       |
| 4      | Espanya        | 1978, 1983, 1992, 1997       |
| 4      | Estats Units   | 1982, 1984, 1985, 1993       |
| 4      | Suècia         | 1988, 1991, 1995, 2008       |
| 3      | Austràlia      | 1979, 1999, 2001             |
| 2      | Sèrbia         | 2009, 2012                   |
| 2      | Txecoslovàquia | 1981, 1987                   |
| 2      | Xile           | 2003, 2004                   |
| 1      | Croàcia        | 2006                         |
| 1      | Eslovàquia     | 2000                         |
| 1      | França         | 1986                         |
| 1      | RF Iugoslàvia  | 1990                         |
| 1      | Suïssa         | 1996                         |